# Indianapolis 500 1928

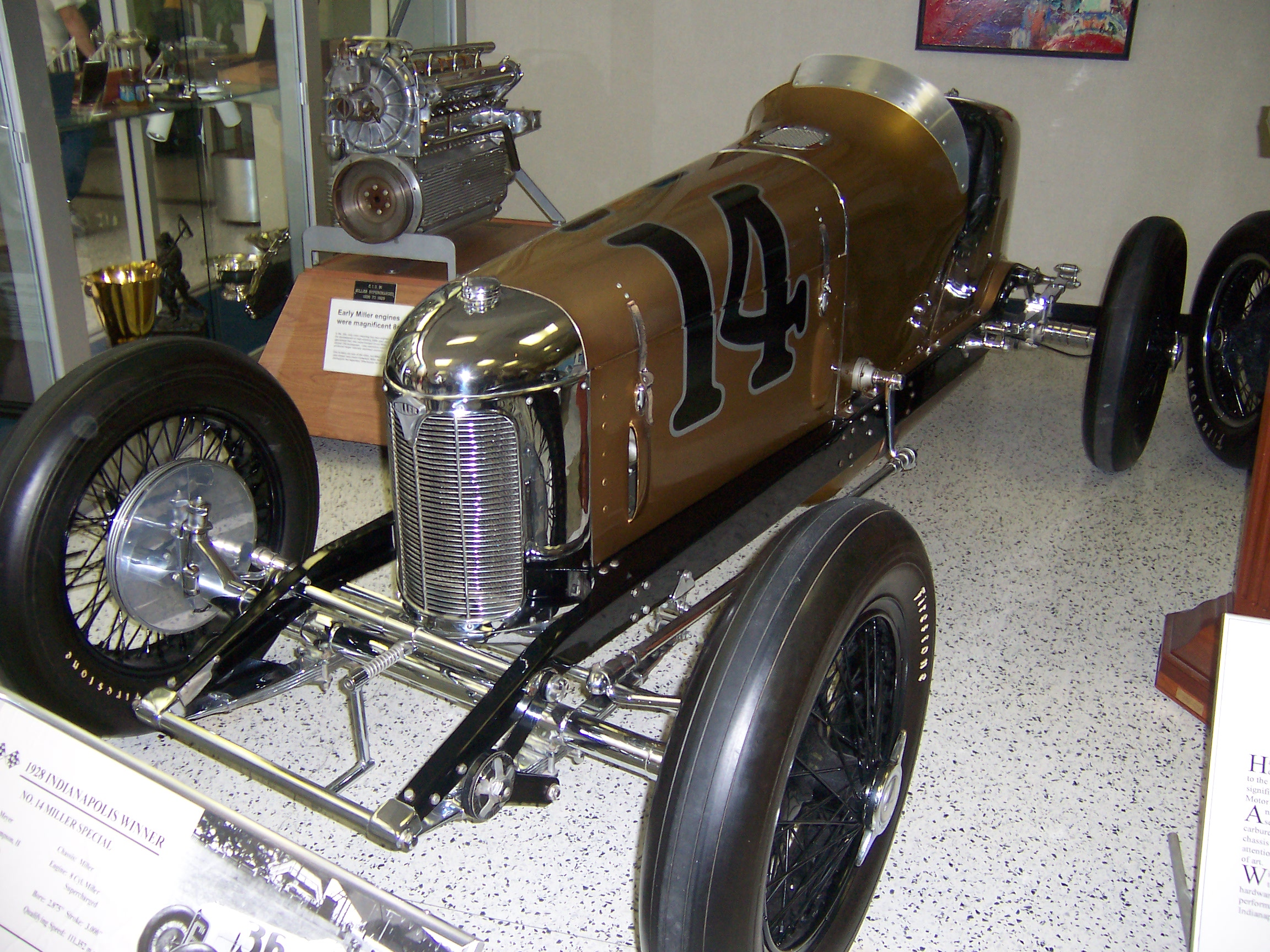
Miller, Siegerwagen von Louis Meyer

Das 16. Indianapolis 500 (offiziell 16th 500 Mile International Sweepstakes Race) auf dem Indianapolis Motor Speedway fand am 30. Mai 1928 statt.

## Hintergrund
Das Rennen ging über eine Distanz von 200 Runden à 4,023 km, was einer Gesamtdistanz von 804,672 km entspricht. Aus der Pole-Position startete Leon Duray mit einer Vierrunden-Durchschnittszeit von 4:54.14 Min. oder 122,391 mph (196,969 km/h). Das Rennen war der erste Lauf zur AAA-Saison 1928. Wegen mehreren teils schweren Unfällen in der Qualifikation konnten nur 29, statt der vorgesehenen 33 Startplätze besetzt werden.

## Das Rennen
Leon Duray ging aus der Pole-Position in Führung und dominierte die erste Hälfte des Rennens. Tony Gulotta und Babe Stapp reihten sich dahinter ein.
In der 133. Runde überhitzte der Motor des führenden Duray, während gerade sein Ersatzfahrer Cliff Woodbury am Steuer saß. Das Duo Duray und Woodbury mussten das Rennen aufgeben. Jimmy Gleason führte bis zu seinem Boxenstopp in der 135. Runde. Russ Snowberger übernahm das Fahrzeug von Gleason für 13 Runden und gab es dann an Gleason in Führung liegend zurück. Nach 400 Meilen lag Gleason vor Gulotta und Louis Meyer an der Spitze.
Ein kurzer Regenschauer löste eine Gelbphase aus für einige Runden. Als das Rennen in der 162. Runde wieder aufgenommen wurde, geriet Earl Devore auf Grund der feuchten Bedienungen ins Schleudern und er prallte an die Außenmauer. Zwanzig Runden vor Schluss lag Gulotta vor Gleason und Meyer in Führung.
Wegen eines Lecks im Tank musste Gulotta in Runde 181 aufgeben. Fünf Runden vor dem Ende der angesetzten 200 Runden fuhr Gleason an die Box, um Kühlwasser aufzufüllen. Aus Versehen kippte der Mechaniker beim Einfüllen Wasser über Teile der Elektrik, was ein Weiterfahren für Gleason unmöglich machte. Wegen eines gerissenen Wasserschlauchs hätte er das Rennen aber kaum beenden können. Der Sieger Louis Meyer gewann die Indy 500 mit einer knappen Runde Vorsprung auf das Duo Lou Moore und Louis Schneider. Bemerkenswert war die Strategie von Meyer, der nur einen Boxenstopp einlegte, um Öl und Kraftstoff aufzunehmen, sowie um zwei Reifen zu wechseln.

## Ergebnisse

### Startaufstellung
| Reihe | Innen           | Mitte          | Außen          |
| ----- | --------------- | -------------- | -------------- |
| 1     | Leon Duray      | Cliff Woodbury | Cliff Bergere  |
| 2     | Tony Gulotta    | Babe Stapp     | Ralph Hepburn  |
| 3     | Louis Schneider | Lou Moore      | Fred Comer     |
| 4     | Ray Keech       | Johnny Seymour | George Souders |
| 5     | Louis Meyer     | Fred Frame     | Norman Batten  |
| 6     | Sam Ross        | Deacon Litz    | Cliff Durant   |
| 7     | Pete Kreis      | Billy Arnold   | Jimmy Gleason  |
| 8     | Russ Snowberger | Dave Evans     | Earl Devore    |
| 9     | Clarence Belt   | Benny Shoaff   | Ira Hall       |
| 10    | Henry Kohlert   | Wilbur Shaw    |                |

### Schlussklassement
| Pos. | Nr. | Name | Chassis    | Motor      | Zeit/Rückstand             | Qualifikation ø 4 Rd. mph | Start |
| ---- | --- | --- | ---------- | ---------- | -------------------------- | ------------------------- | ----- |
| 1    | 14  | Louis Meyer (R) | Miller     | Miller     | 5:01.33.75 Std. 99,482 mph | 111,352                   | 13    |
| 2    | 28  | Lou Moore (R) abgelöst Louis Schneider Rd. 133–200                                                                       | Miller     | Miller     | 200 Rd.                    | 113,826                   | 8     |
| 3    | 3   | George Souders (W) | Miller     | Miller     | 200                        | 111,444                   | 12    |
| 4    | 15  | Ray Keech (R) abgelöst Wilbur Shaw Rd. 87–116                                                                            | Miller     | Miller     | 200                        | 113,421                   | 10    |
| 5    | 22  | Norman Batten abgelöst Zeke Meyer Rd. 81–200                                                                             | Fengler    | Miller     | 200                        | 106,585                   | 15    |
| 6    | 7   | Babe Stapp abgelöst Ralph Hepburn Rd. 122–145                                                                            | Miller     | Miller     | 200                        | 116,887                   | 5     |
| 7    | 43  | Billy Arnold (R) abgelöst Bill Spence Rd. 36–103 abgelöst Bill Spence Rd. 151–169                                        | Miller     | Miller     | 200                        | 111,926                   | 20    |
| 8    | 27  | Fred Frame abgelöst Ralph Hepburn Rd. 178–185 abgelöst Benny Shoaff Rd. 186–200                                          | Duesenberg | Duesenberg | 200                        | 107,501                   | 14    |
| 9    | 25  | Fred Comer abgelöst Cliff Woodbury Rd. 92–200                                                                            | Miller     | Miller     | 200                        | 113,690                   | 9     |
| 10   | 8   | Tony Gulotta abgelöst Dutch Baumann Rd. 68–117 abgelöst Dutch Baumann Rd. 184–197                                        | Miller     | Miller     | 200                        | 117,031                   | 4     |
| 11   | 24  | Louis Schneider abgelöst Lou Wilson Rd. 91–101 abgelöst Lou Wilson Rd. 106–200                                           | Miller     | Miller     | 200                        | 114,036                   | 7     |
| 12   | 12  | Dave Evans | Miller     | Miller     | 200                        | 108,264                   | 23    |
| 13   | 29  | Henry Kohlert (R) abgelöst Shorty Cantlon Rd. 6–58 abgelöst W, E, Shattuc Rd. 59–115 abgelöst Shorty Cantlon Rd. 116–180 | Miller     | Miller     | 180                        | 93,545                    | 28    |
| 14   | 23  | Deacon Litz (R) abgelöst Wesley Crawford Rd. 67–154                                                                      | Miller     | Miller     | 161                        | 106,213                   | 17    |
| 15   | 39  | Jimmy Gleason (R) abgelöst Russ Snowberger Rd. 136–147                                                                   | Duesenberg | Duesenberg | 195 (Elektrik)             | 111,708                   | 21    |
| 16   | 5   | Cliff Durant abgelöst Bob McDonogh Rd. 105–175                                                                           | Detroit    | Miller     | 175 (Batterie)             | 99,990                    | 18    |
| 17   | 33  | Johnny Seymour (R) | Cooper     | Miller     | 170 (Batterie)             | 111,671                   | 11    |
| 18   | 6   | Earl Devore abgelöst Cy Marshall Rd. 91–148                                                                              | Miller     | Miller     | 161 (Unfall)               | 109,810                   | 24    |
| 19   | 4   | Leon Duray abgelöst Cliff Bergere Rd. 92–133                                                                             | Miller     | Miller     | 133 (Kühlung)              | 122,391                   | 1     |
| 20   | 38  | Sam Ross (R) | Miller     | Miller     | 132 (Getriebe)             | 106,572                   | 16    |
| 21   | 26  | Ira Hall (R) abgelöst Jack Petticord Rd. 104–115                                                                         | Duesenberg | Duesenberg | 115 (Unfall)               | 96,886                    | 27    |
| 22   | 32  | Pete Kreis | Cooper     | Miller     | 73 (Defekt)                | 112,906                   | 19    |
| 23   | 10  | Cliff Woodbury | Miller     | Miller     | 55 (Getriebe)              | 120,418                   | 2     |
| 24   | 16  | Ralph Hepburn | Miller     | Miller     | 48 (Getriebe)              | 116,354                   | 6     |
| 25   | 1   | Wilbur Shaw | Miller     | Miller     | 42 (Getriebe)              | 100,956                   | 29    |
| 26   | 18  | Benny Shoaff | Duesenberg | Duesenberg | 35 (Unfall)                | 102,409                   | 26    |
| 27   | 41  | Clarence Belt (R) | Green      | Green      | 32 (Ventile)               | 96,026                    | 25    |
| 28   | 21  | Cliff Bergere | Miller     | Miller     | 7 (Batterie)               | 119,956                   | 3     |
| 29   | 34  | Russ Snowberger (R) | Miller     | Miller     | 4 (Batterie)               | 111,618                   | 22    |

(W)=früherer Gewinner / (R)=Rookie / alle Starter auf Firestone-Reifen

### Führungsrunden
| Fahrer          | Anzahl |
| --------------- | ------ |
| Leon Duray      | 59     |
| Jimmy Gleason   | 43     |
| Tony Gulotta    | 33     |
| Louis Meyer     | 19     |
| Babe Stapp      | 17     |
| Georg Souders   | 16     |
| Russ Snowberger | 13     |